# Crenshaw
Crenshaw és una població dels Estats Units a l'estat de Mississipi. Segons el cens del 2000 tenia 916 habitants.

## Demografia
Segons el cens del 2000, Crenshaw tenia 916 habitants, 339 habitatges, i 244 famílies. La densitat de població era de 862,6 habitants per km².
Dels 339 habitatges en un 33,9% hi vivien nens de menys de 18 anys, en un 42,2% hi vivien parelles casades, en un 25,1% dones solteres, i en un 28% no eren unitats familiars. En el 26,5% dels habitatges hi vivien persones soles l'11,2% de les quals corresponia a persones de 65 anys o més que vivien soles. El nombre mitjà de persones vivint en cada habitatge era de 2,7 i el nombre mitjà de persones que vivien en cada família era de 3,23.
Per edats la població es repartia de la següent manera: un 30,6% tenia menys de 18 anys, un 9,7% entre 18 i 24, un 26,6% entre 25 i 44, un 20,3% de 45 a 60 i un 12,8% 65 anys o més.
L'edat mediana era de 32 anys. Per cada 100 dones de 18 o més anys hi havia 81,7 homes.
La renda mediana per habitatge era de 20.781 $ i la renda mediana per família de 23.393 $. Els homes tenien una renda mediana de 22.727 $ mentre que les dones 17.768 $. La renda per capita de la població era de 10.372 $. Entorn del 29% de les famílies i el 28,7% de la població estaven per davall del llindar de pobresa.

## Poblacions més properes
El següent diagrama mostra les poblacions més properes.